# Lissocreagris valentinei
Lissocreagris valentinei är en spindeldjursart som först beskrevs av Chamberlin 1962.  Lissocreagris valentinei ingår i släktet Lissocreagris och familjen helplåtklokrypare. Inga underarter finns listade i Catalogue of Life.